# Miocalaspis
Miocalaspis is een geslacht van kevers uit de familie bladkevers (Chrysomelidae).
De wetenschappelijke naam van het geslacht werd in 1899 gepubliceerd door Julius Weise.

## Soorten
- Miocalaspis ecuadorica Borowiec, 2000
- Miocalaspis flavofasciata Borowiec, 2000